# A madrigal opera
A madrigal opera is een compositie van Philip Glass. Glass voltooide het werk in maart 1980. Glass zelf omschreef het als een kameropera. Het werk is veel minder bekend dan zijn “grote” opera’s Einstein on the Beach en Satyagraha, die respectievelijk ervoor en erna gecomponeerd zijn. De titel A madrigal opera verwijst naar het renaissance-madrigaal waarin een relatief grote vrijheid is toegestaan. Deze opera van Glass volgt dan ook geen vast verhaal. De muziek ligt vast, maar de uitvoering is geheel vrij, daarom kan de tijdsduur ingekort dan wel uitgebreid worden.
Het werk heeft een Nederlands tintje. De kunstenaar Rob Malasch voer dit werk voor het eerst uit en wel op 25 juni 1980 in Koninklijk Theater Carré in het kader van het Holland Festival 1980. Glass schreef het werk voor sopraan, mezzosopraan, alt, tenor, bariton, bas, viool en altviool en aan te vullen met performers. 
De opera ging, aldus zonder “inhoud” toch de hele wereld over en iedere uitvoerder bedacht er zijn eigen verhaal bij. In 2009 werd het uitgevoerd in Helsinki op basis van een verhaal van Lauri Otonkoski, rond die tijd werden ook de opnamen voor Orange Mountain Music gemaakt.